# Алексин, Николай Николаевич
Николай Николаевич Алексин (укр. Микола Миколайович Алексін; 1877, Яготин — после 1943) — русский и украинский военный, подполковник Русской императорской армии, полковник Армии УНР.

## Биография
Родился в 1877 году. Заступил на службу в Ивангородский 99-й пехотный полк, в составе которого участвовал в русско-японской войне и был ранен. К 1 января 1910 поручик Старобельского 202-го резервного батальона (Харьков). Дослужился до звания подполковника.
С апреля 1918 года курсовой старшина Инструкторской школы старшин Армии УНР. С 7 ноября 1918 сотенный командир Чугуевской военной юнкерской школы Армии Украинской Державы. В 1920 году пребывал в старшинской сотне 6-й запасной бригады Армии УНР. С 15 ноября 1920 помощник начальника 5-й Херсонской стрелецкой дивизии Армии УНР.
В 1920-е годы в эмиграции в Польше, вернулся в СССР в 1923 году, с 1926 года проживал в Харькове. Работал в Уманском горисполкоме, в 1930-е годы представал перед судом по обвинению в контрреволюционной деятельности.
7 марта 1943 арестован в селе Воронцово-Александровское Ставропольского края, где работал старшим буровым мастером. Осуждён к 5 годам лагерей в Кустанайской области. Умер после окончания войны в Нежине.